# Monique Messine
Monique Messine (artiestennaam van Monique Vanwelsenaere) (Metz, 2 april 1940 – Guyancourt, 11 juli 2003) was een Franse actrice en zangeres.

## Biografie
Messine groeide op in Metz als dochter van een beroepsmilitair. In 1975 huwde ze te Newport met een gerant van een restaurant, met wie ze een zoon kreeg. Ze acteerde onder meer met de Franse acteur Bourvil, in de film Le trapassen ou Les plaisirs de la ville, en in 1971 ook nog in de televisieserie Paul Temple voor de BBC. Ze werd als zangeres bekend doordat ze toerde met Jean-Luc Godard en Roger Vadim. In 1961 toerde ze met Alex Joffé in Le tracassin, daarna in 1962 met Jean-Luc Godard in Vivre sa vie. Ze zette haar acteercarrière voort bij Roger Vadim in Le vice et la virtue. Hierna ging ze werken voor televisie en verzorgde ze vooral nasynchronisaties van films maar vertolkte ze als zangeres ook de soundtrack van de film La chanson de Gédéon in 1976.

## Filmografie
- 1961: Le Tracassin, van Alex Joffé
- 1961: The Gear, van Max Kalifa
- 1962: Vivre sa vie, van Jean-Luc Godard
- 1962: Bonne nuit les petits, van Jacques Samyn, tv (stem)
- 1963: Le vice et la vertu, van Roger Vadim
- 1963: Chi lavora è perdto (In capo al mondo), van Tinto Brass: het model
- 1971: Paul Temple, tv-serie
- 1973: La Vie rêvée de Vincent Scotto, van Jean-Christophe Averty, tv
- 1993: Si le loup y était, van Michel Sibra, tv
- 1976: La chanson de Gédéon, van Joss Babelli
- 1997: Highlander, tv-serie

- Bibliothèque nationale de France: cb142063726 (data)
- International Standard Name Identifier: 0000 0000 5888 8023
- Library of Congress Control Number: no2009056608
- Nationale Bibliotheek van Israël: 987007451274005171
- Système universitaire de documentation: 122428366
- Virtual International Authority File: 71603814
- WorldCat: E39PBJp9mBVpTTBkdgk64YxhpP